# Бібліотека
Бібліоте́ка, або книгозбі́рня, — культурно-освітній заклад, що здійснює збирання друкованих і рукописних матеріалів, проводить їхнє опрацювання та показ у каталогах, організовує відповідне їхнє зберігання, збереження й обслуговування ними читачів.

## Визначення

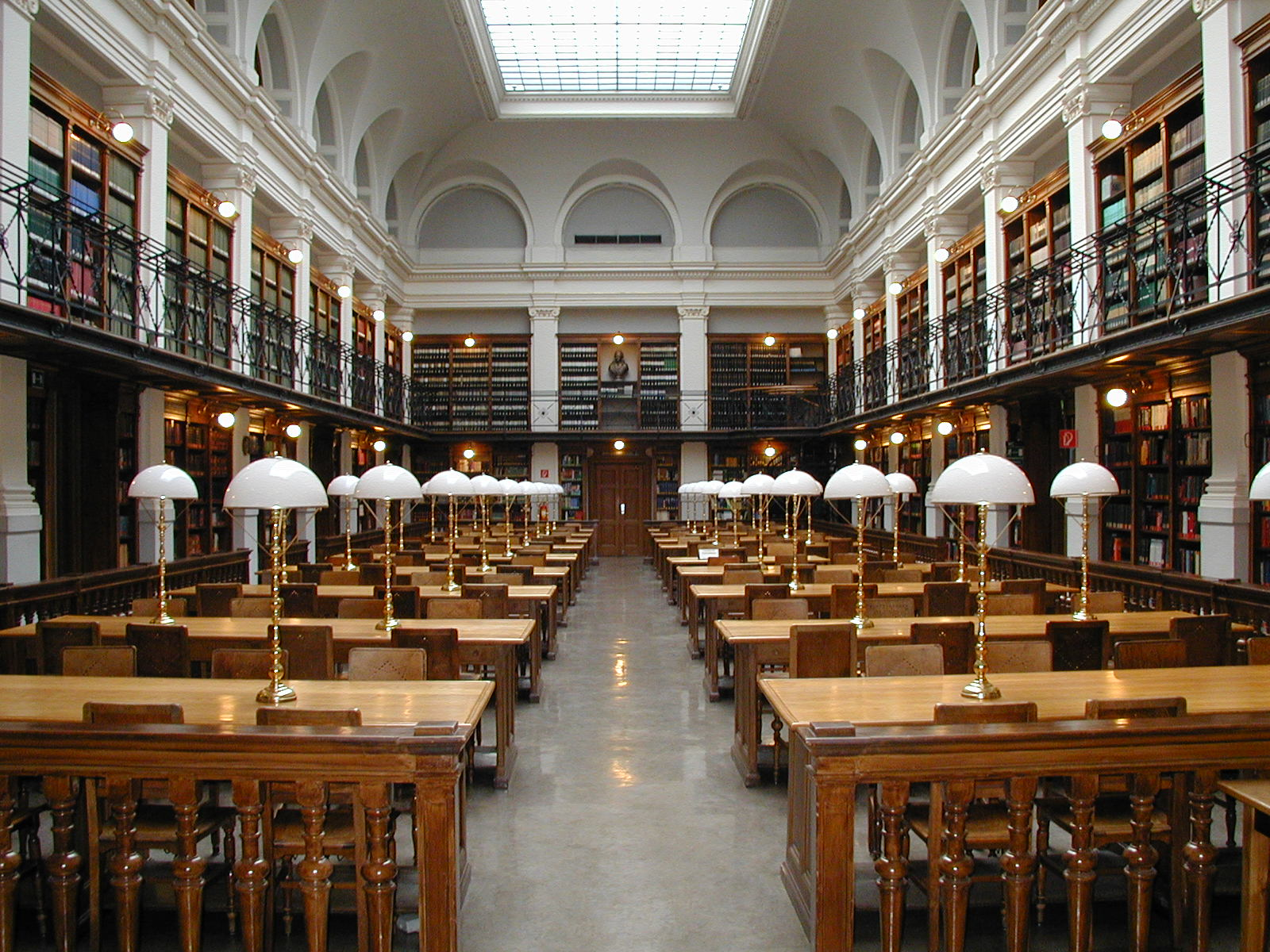
Читальна зала університетської бібліотеки в місті Грац, Австрія.

Слово «бібліотека» — можливо, через польське посередництво — запозичено з лат. bibliothēca, що походить від грец. βιβλιοθήκη, утвореного з основ слів βιβλιον «книжка» і θηκη «сховище», «скриня». В українській мові цей термін традиційно позначає колекцію книг або приміщення, де зберігаються книги.

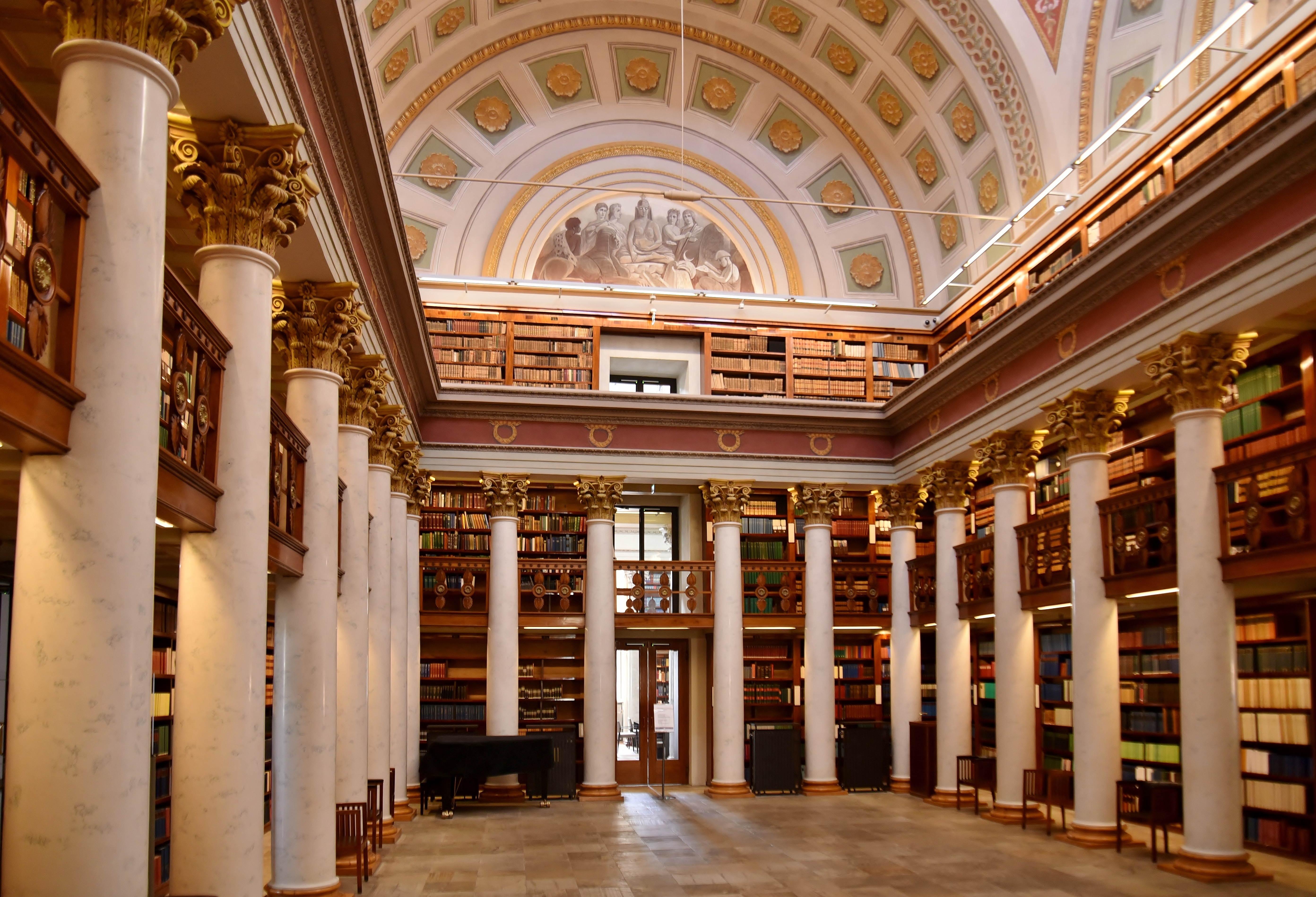
Інтер'єр Національної бібліотеки Фінляндії, яка є частиною Гельсінського університету.

Закон України «Про бібліотеки і бібліотечну справу» дає таке визначення:
 бібліотека — інформаційний, культурний, освітній заклад (установа, організація) або структурний підрозділ, що має упорядкований фонд документів, доступ до інших джерел інформації та головним завданням якого є забезпечення інформаційних, науково-дослідних, освітніх, культурних та інших потреб користувачів бібліотеки.

Бібліотека — це систематизована колекція джерел інформації та подібних ресурсів, відібрана експертами та доступна певній спільноті для ознайомлення чи запозичення. Вона забезпечує фізичний або цифровий доступ до матеріалу, а також може бути фізичним місцем або віртуальним простором, або обома разом. Колекція бібліотеки може охоплювати книжки, періодичні видання, газети, рукописи, фільми, карти, відбитки, документи, мікроформи, компакт-диски, касети, відеокасети, DVD-диски, диски Blu-ray, електронні книжки, аудіокнижки, бази даних та інші формати.
Перші бібліотеки складалися з архівів найдавнішої форми письма — глиняні таблички у клинописній писемності, виявлені в Шумері, деякі датуються 2600 рр. до н. е. Приватні або особисті бібліотеки, що складаються з писемних книг, з'явилися в Стародавній Греції в V столітті до н. е. У VI столітті, в самому кінці класичного періоду, великими бібліотеками середземноморського світу залишалися бібліотеки Константинополя та Александрії.
Бібліотеку організовують для використання та підтримують державний орган, установа, корпорація або приватна особа. Громадські та інституційні колекції та послуги можуть бути призначені для використання людьми, які не хочуть або не можуть дозволити собі придбати велику колекцію, яким потрібен матеріал, якого ніхто не може очікувати, або потребують професійної допомоги в їх дослідженні. Окрім надання матеріалів, бібліотеки також надають послуги бібліотекарів, які є експертами з пошуку та організації інформації та інтерпретації інформаційних потреб. Бібліотеки часто пропонують тихі райони для вивчення, а також часто пропонують загальні зони для полегшення групового вивчення та співпраці. Бібліотеки часто надають громадські засоби для доступу до своїх електронних ресурсів та Інтернету.
Сучасні бібліотеки все частіше переосмислюються як місця для отримання необмеженого доступу до інформації у багатьох форматах та з багатьох джерел. Вони поширюють послуги за межами фізичних стін будівлі, забезпечуючи доступ до матеріалів електронними засобами та надаючи допомогу бібліотекарям у навігації та аналізі дуже великої кількості інформації за допомогою різноманітних цифрових ресурсів. Бібліотеки все частіше стають центрами громад, де проводяться програми і люди беруть участь у навчанні протягом усього життя. Як громадські центри, бібліотеки також набувають все більшого значення для надання допомоги громадам у мобілізації та організації своїх прав.

## Стародавні бібліотеки
Першою відомою бібліотекою можна вважати храм в Ніппурі. У храмовій школі, так званій е-дубі («будинок табличок»), була знайдена Ніппурська бібліотека: понад 30 000 табличок з адміністративними, юридичними, медичними, літературними та історичними текстами, багато з яких досі не опубліковані.
Бібліотеки були відомі ще в стародавньому світі (Ассирія, Єгипет, Китай). Найдавніша з них — клинописна Бібліотека Ашшурбаніпала в Ассирії (VII ст. до н. е.), а найбільша — Александрійська бібліотека, в якій були зібрані рукописні книги античного світу (III ст. до н. е.); вона була частиною комплексу mouseĩon (музей). До комплексу входили житлові кімнати, столові приміщення, приміщення для читання, ботанічний і зоологічний сади, обсерваторія і бібліотека. Пізніше до нього були додані медичні та астрономічні інструменти, опудала тварин, статуї й погруддя, які були використані для навчання. У mouseĩon входило 200 000 папірусів в Храмі (майже всі бібліотеки античності були при храмах) і 700 000 документів в Школі. Музей і велика частина Олександрійської бібліотеки були знищені приблизно в 270 році нашої ери. Іншою визначною бібліотекою античності була Пергамська бібліотека.
Бібліотеки в Стародавньому Єгипті називалися: «Аптека душі» (див. Бібліотерапія), «Притулок мудрості», «Будинок папірусу» або «Будинок життя». Будувалися вони зазвичай при палацах і храмах (найдавнішою була бібліотека фараона Рамзеса II, 1300 рік до н. е., 20 000 папірусних книг), але користуватися ними могли тільки багаті знатні люди, фараони і жреці храмів. Для простого народу вхід в бібліотеки був переважно закритий.
У Стародавній Греції перша публічна бібліотека була заснована в Гераклії тираном Клеарх (IV століття до н. е.)
Клеарх (учень Платона)
Відомості про бібліотеки у Хорезмі належать до III ст.

## Середні віки
Осередками книжності були монастирські бібліотеки, при яких діяли скрипторії. Там переписувалося не тільки Священне писання і твори Отців Церкви, але й твори античних авторів. В епоху Ренесансу діячі Відродження, буквально, полювали за збереженими у монастирях грецькими та латинськими текстами. Враховуючи величезну вартість манускриптів і трудомісткості їхнього виготовлення книги приковували до бібліотечних полиць ланцюгами.
Першою відомою бібліотекою у Київській державі була бібліотека Софійського собору в Києві, заснована князем Ярославом Мудрим у 1037. Серед монастирських бібліотек України відзначалася бібліотека Києво-Печерської лаври (XI ст.). Але стародавня частина її фондів загинула під час пожежі 1718. В XVII столітті засновано Києво-Могилянську академію і при ній бібліотеку. В Україні були організовані також великі бібліотеки при університетах: Львівському (1661), Харківському (1805), Київському (1834) і Чернівецькому (1875). У XIX ст. були створені публічні бібліотеки в Одесі (1830), Харкові (1886) та інших містах.

## Бібліотеки в СРСР і УРСР
В Україні, як і на всій території колишнього Радянського Союзу, основними сховищами рукописних і друкованих скарбів були церковні і монастирські бібліотеки.
На 1913 в Царській Росії було всього 13 880 публічних (масових) бібліотек із числом книг близько 9 млн примірників. Ще гіршим було забезпечення населення книгою в Україні, де в 1914 році працювало лише 3 153 масові бібліотеки з фондом 1917 тис. томів. Культурна революція, що сталася в країні за роки радянської влади, знайшла своє виявлення і в бурхливому розвитку бібліотечної справи.
Після проголошення незалежності України 1918 року, універсалами Павла Скоропадського були створені: Національна бібліотека, Українська Академія Наук, українські університети — у Києві та Кам'янці-Подільському, 150 українських гімназій. Також вийшло друком кілька мільйонів примірників українських підручників.
На 1959 рік, в СРСР налічувалося понад 400 тис. бібліотек усіх типів із загальною кількістю книг понад 1,5 млрд томів, у тому числі масових — 139 тис. з фондом 698 млн примірників.
Німецькі та радянські загарбники завдали бібліотекам УРСР величезних збитків, зруйнували тисячі приміщень, пограбували і знищили понад 80 млн книжок.
У післявоєнний час бібліотечна справа в Україні розвивалася особливо жваво. 1957 в УРСР працювало 78 424 бібліотек усіх типів з фондом 257 175 550 томів, що більш як у 5 раз перевищує бібліотечний фонд усієї Царської Росії 1913 року. Особливо зросла мережа масових бібліотек у сільській місцевості, де в дореволюційні часи їх майже не було. В 1956 в Укр. РСР працювали 27 734 сільські бібліотеки тобто вдвоє більше, ніж усього було масових бібліотек у Царській Росії станом на 1913 рік. 1957-го тільки бібліотеки системи Міністерства культури УРСР обслуговували 8 692 700 читачів, яким було видано протягом року 167 409 300 книг.
У 1940 р. в Україні було 22 297 бібліотек (з них 4970 — у містах) з книжковим та журнальним фондом у 40,8 млн екземплярів (з них 28,8 млн екземплярів — у міських бібліотеках), а у 1965 р. у 29238 бібліотеках (9475 — у містах) вже нараховувалося 195,9 млн примірників книг, журналів і газет (128,6 млн з них — у міських бібліотеках).
У Рад. Союзі була організована широка мережа бібліотечних установ: державні публічні бібліотеки універсального характеру (республіканські, крайові, обласні, міські, районні, сільські та дитячі), відомчі (як правило, спеціалізовані), профспілкові (на заводах, фабриках, в РТС, радгоспах), колгоспні, шкільні та інше. Користування послугами бібліотек у СРСР було безкоштовним. Комплектування книжкових фондів основних бібліотек здійснювалося за допомогою безплатного обов'язкового примірника, який забезпечував оперативне поповнення їхніх фондів поточною літературою в централізованому порядку. Важливе місце в забезпеченні бібліотек літературою відігравали бібліотечні колектори, книготорговельні магазини, внутрішньосоюзний і міжнародний книгообмін та передплата.
Найбільшими бібліотеками в СРСР були:
- Державна бібліотека СРСР ім. В. І. Леніна в Москві (фонд — понад 20 млн),
- Державна публічна бібліотека ім. М. Є. Салтикова-Щедріна в Ленінграді (до 13 млн),
- Бібліотека Академії наук СРСР (20 млн).

## Найбільші бібліотеки України
- Національна бібліотека України імені Ярослава Мудрого (бл. 4 млн)
- Національна бібліотека України імені В. І. Вернадського (15,8 млн)
- Державна науково-технічна бібліотека України (бл. 21 млн)
- Львівська національна наукова бібліотека України імені Василя Стефаника (7 млн),
- Харківська державна наукова бібліотека імені В. Г. Короленка (понад 7 млн),
- Одеська національна наукова бібліотека (5 млн).

## Найбільші бібліотеки світу
- Британська бібліотека (150 млн одиниць зберігання)
- Бібліотека Конгресу США у Вашингтоні (понад 145 млн)
- Нью-Йоркська публічна бібліотека (53,1 млн)
- Російська державна бібліотека (42,7 млн)
- Російська національна бібліотека (35,7 млн)
- Національна парламентська бібліотека Японії (35,6 млн)
- Національна бібліотека Франції (31 млн)

## Бібліотеки як показник культури народу
Важливим показником культури народу, є кількість книжок, що припадає на певну кількість населення. Так, за даними ЮНЕСКО, 1954 року, на 100 осіб населення в публічних Бібліотеках припадало книжок: в Англії — 117, в США — 88 (дані по 80 % Б.), в Японії — 14. В Рад. Союзі станом на 1956 рік —322 книжки (зокрема в Укр. РСР — 351). Всього ж в СРСР у бібліотеках всіх типів на 100 осіб населення 1956 року, припадало 734 книжки.

## Бібліотечні приміщення

Худ. Ребу Ш. «Бібліотека в садибі Авчурино». 1846 р.

Для бібліотек споруджуються спеціальні приміщення. До складу сучасної бібліотечної споруди, входять:
- книгосховище, що має систему стелажів, спеціальний транспорт, опалення і вентиляцію;
- читальні зали (загальні та спеціалізовані);
- приміщення для бібліотечного обслуговування (абонемент, каталог, виставка).

За плановим рішенням бібліотечні будинки бувають:
- з баштовим книгосховищем, розташованим над пунктами видачі книг;
- з книгосховищем, безпосередньо зв'язаним з пунктами видачі книг;
- з централізованим книгосховищем і диференційованою видачею книг.

Оскільки з початку XXI століття набули поширення віртуальні бібліотеки, приміщення бібліотеки стали називати «фізична бібліотека»

## Піклувальні ради бібліотек
Піклувальна рада — це орган громадського самоврядування, що утворюється з метою залучення громадськості до розвитку різних установ, в цьому випадку бібліотек. Відповідно до Проєкту Закону про внесення змін до Закону України «Про бібліотеки і бібліотечну справу» № 5002, стаття 19, засновник бібліотеки може створити піклувальну раду бібліотеки як дорадчий колегіальний орган, основним завданням якого є сприяння розвитку бібліотеки.

### Світовий досвід функціонування піклувальних рад при бібліотеках
У світі культура участі громади в управлінні бібліотеками є розвиненою і має більш ніж сторічну історію. Американська асоціація піклувальників бібліотек була створена ще у 1890 році. Друзі бібліотек у Великій Британії можуть простежити своє походження ще з часів Єлизаветинської епохи. У Франції перша група була заснована в 1913 році для підтримки Національної бібліотеки Франції. В США діє національна мережа «Об'єднані для бібліотек», що єднає ентузіастів та прихильників, які вірять у важливість бібліотек як соціальних та інтелектуальних центрів громад. «Ніхто не має потужнішого голосу, ніж ті, хто користуються бібліотеками, збирають для них гроші та керують ними. Прихильники бібліотек стануть справжньою силою, з якою слід рахуватися на місцевому та національному рівнях», — зазначено на сайті організації.

### Форми участі громади в управлінні бібліотекою
Існує дві форми участі громадян в управління бібліотеками: Бібліотечна рада та Групи друзів бібліотек. Головна різниця полягає тому, що Бібліотечна рада виробляє стратегію розвитку бібліотеки та наймає директора бібліотеки, а Групи Друзів переважно є благодійними ініціативами, які шукають додаткові ресурси для розвитку бібліотек, захищають інтересів бібліотек та користувачів, відіграють роль «місточка» між громадою та бібліотеками.
Що важливо, і Бібліотечна рада і Друзі бібліотек складаються з добровольців, які працюють безкоштовно на благо бібліотек та громад.
Розглянемо організацію роботи бібліотечних рад на прикладі провінції Саскачеван в Канаді. Рада публічної бібліотеки — це керівний орган управління з повноваженнями керувати справами бібліотеки в рамках Акту про публічні бібліотеки Саскачевану 1996 року. Бібліотечні ради є різних рівнів: муніципальні (в містах), регіональні ради для кожної бібліотечної мережі, місцеві ради для кожної бібліотеки-філії (в селах та містечках). Рада не займається щоденною операційною діяльністю бібліотеки, а забезпечує досягнення місії та напрямків діяльності, здійснює стратегічне управління. До складу муніципальної ради входять міський голова та один член міської ради плюс інші члени, призначені міською радою. До складу регіональної ради входить один член, який призначається керівним органом регіону на кожні 5 тис. населення. Місцеві ради бібліотеки призначаються місцевими органами влади. В Південно-східній бібліотечній мережі (Southeast Regional Library) провінції Саскачеван налічується 47 місцевих рад бібліотек, 383 члени рад, 254 зустрічі проведено у 2019 році. Всього понад 2,5 тис. громадян провінції Саскачевану з 1 млн населення добровільно є членами бібліотечних рад на різних рівнях.

### Досвід створення піклувальних рад при бібліотеках України
Проєкт Закону про внесення змін до Закону України «Про бібліотеки і бібліотечну справу» № 5002 вперше в історії розвитку українських бібліотек пропонує поняття Піклувальної ради (стаття 19). Створення такого дорадчого органу дасть змогу громаді впливати на розвиток бібліотеки: формувати стратегію, адвокувати потреби бібліотек, залучати додаткові ресурси, поширювати інформацію про діяльність та привертати ширшу увагу до діяльності та важливості бібліотек в громадах.

## Проєкти бібліотек

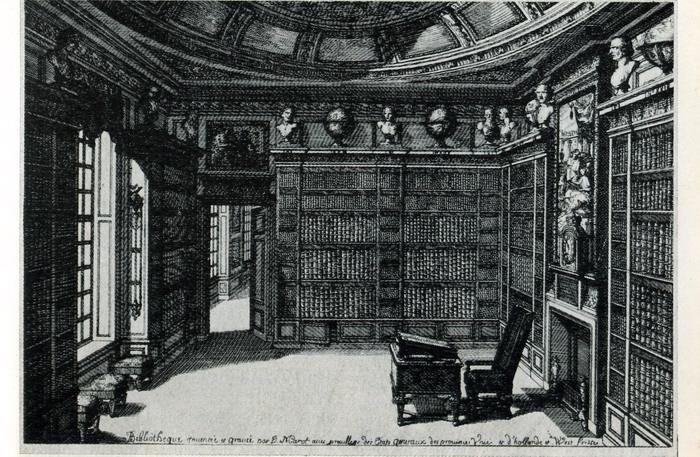
Данієль Маро. «Проєкт бібліотеки», кінець XVII століття.
Вілсон Паттен. Бібліотека і сходова клітка на другий поверх,  проєкт 1903 р. в стилі сецесія